# 費氏無鰾鮋
費氏無鰾鮋，為輻鰭魚綱鮋形目鮋亞目平鮋科的其中一種，為深海魚類，分布於西北太平洋的帝王海脊（Emperor seamount），棲息深度350-650公尺，體長可達27公分，棲息在底層水域，卵胎生，生活習性不明。

## 扩展阅读
維基物種上的相關：費氏無鰾鮋